# Frauenkirche (Mühlberg/Elbe)
Die evangelische Stadtpfarrkirche „Unser lieben Frauen“ ist ein Kirchengebäude der Kleinstadt Mühlberg/Elbe im südbrandenburgischen Landkreis Elbe-Elster. Hier ist die im 13. Jahrhundert errichtete Kirche unweit der Elbe im Ortszentrum zwischen dem Neustädter Markt und dem Schulplatz zu finden. Das Bauwerk ist als ortsbildprägendes Baudenkmal im örtlichen Denkmalverzeichnis unter der Erfassungsnummer 09135442 verzeichnet.

## Baubeschreibung und Geschichte
Die Ursprünge der Mühlberger Stadtpfarrkirche reichen bis in das 13. Jahrhundert zurück, wobei die ursprüngliche Kirche allerdings im Jahre 1430 vermutlich von durchziehenden Hussiten zerstört wurde. Im ausgehenden 15. Jahrhundert begann der Wiederaufbau der Kirche, bei dem sie ihre heutige Form erhielt. Große Verdienste dabei hatte Hans Birke von der Duba († 1520), unter dessen Herrschaft die Stadt Mühlberg zu jener Zeit stand. Unter anderem ließ er die für den Wiederaufbau verwendeten Steine aus seinem Klingenhainer Steinbruch unentgeltlich liefern. Hans Birke von der Duba und seine Ehefrau Agnes († 1527) wurden in der Kirche begraben. Der von 1487 in drei Etappen stattfindende Neubau dauerte bis zum Jahre 1525. Bereits zehn Jahre später brannte das Gebäude allerdings wieder aus, was wiederum Neu- und Ausbauarbeiten erforderlich machte. Diese wurden bis 1537 abgeschlossen. Dabei entstand auch der quadratische Nordanbau. Eine umfangreiche Restaurierung erhielt die Kirche von 1900 bis 1901.
Bei der Kirche in der Mühlberger Neustadt handelt es sich um einen im 13. Jahrhundert entstandenen, gestreckten, aus Feld- und Backstein errichteten Saalbau mit dreiseitigem Ostschluss. Im Westen des Schiffs befindet sich ein dreigeschossiger leicht eingezogener Turm. Der auf dem Turm vorhandene oktogonale, mit Laterne und Haube versehene Dachreiter stammt aus dem Jahre 1691. Das hier vorhandene spitzbogige Portal im Westen des Baus wurde im 15. Jahrhundert eingebaut. In dessen Scheitel findet man das Stifterwappen des Hans Birke von der Duba. Ein weiterer Dachreiter findet sich auf dem Chor der Kirche. Bauzeitlich wird er allerdings auf das Jahr 1537 datiert.
Bei der Restaurierung in der Zeit von 1900 bis 1901 wurden dem Bauwerk unter anderem seine heute ringsum sichtbaren Strebepfeiler angefügt und es entstanden an der Nordseite zwei flache Kapellen. Auch die Fenster im Chor und Kirchenschiff wurden verändert.

## Ausstattung (Auswahl)

Der Altar in der Mühlberger Frauenkirche (um 1910)

Das Innere der Kirche wird von einer Holzdecke und einer Hufeisenempore geprägt. Die im Nordanbau befindliche Sakristei besitzt ein Kreuzgratgewölbe. Von hier aus ist über eine Außentreppe die einstige Ratsloge der Kirche zu erreichen.
In der Kirche ist ein Flügelaltar zu finden, welcher wohl obersächsischer Herkunft ist. Der inschriftlich aus dem Jahre 1578 stammende Altar wurde einst von einem Mühlberger Ratsherren gestiftet. Mit dem sogenannten Göding-Altar findet sich an der südlichen Chorwand seit 1997 ein weiterer Altar in der Kirche. Das inschriftlich im Jahre 1569 von dem aus Braunschweig stammenden Dresdner Hofmaler Heinrich Göding (1531–1606), einem Schüler Lucas Cranachs, geschaffene gotische Kunstwerk befand sich ursprünglich in der Mühlberger Klosterkirche und wurde zum Gedächtnis an den Mühlberger Amtsverwalter Ernst Valentin Fuchs von dessen Erben gestiftet. Neben den Darstellungen des Abendmahls und Vorgängen aus dem Alten und Neuen Testament finden sich Stifterdarstellungen von Fuchs und seiner Gemahlin auf dem Altar.
Zu den weiteren Ausstattungsstücken gehören unter anderem eine aus der ersten Hälfte des 17. Jahrhunderts stammende hölzerne Kanzel, eine Sandsteintaufe (inschriftl. 1500), das in der Mitte des 16. Jahrhunderts vom Tischlermeister Hildebrand geschaffene Chorgestühl sowie zwei spätgotische Monumentalkruzifixe.

## Orgel
Die Mühlberger Frauenkirche hat eine lange Orgelgeschichte. Bereits im Jahre 1560 wurde in der Kirche ein Instrument des Eilenburger Orgelbauers Simon Zenker aufgestellt. Im Jahre 1734 folgte ihr dann eine Orgel des Wermsdorfer Orgelbauers Johann Ernst Hähnel (1697–1777). 1957 errichtete schließlich die Dresdner Orgelbaufirma Gebrüder Jehmlich die heute in der Kirche vorhandene Orgel. 
Das Instrument verfügt über eine mechanische Schleiflade und 28 Register auf drei Manualen.

## Grabmäler und Gedenken
In der Kirche befindet sich ein Ädikula-Epitaph, welches einen vor einem Kruzifix knienden Adligen († 1576) zeigt. Weiterhin ist hier das Grabmal für Sophie Elisabeth Klingner († 1739) zu finden. An der Außenwand der Nordseite findet sich zudem ein aus dem frühen 17. Jahrhundert stammender Figurengrabstein.

Historische Ansichten
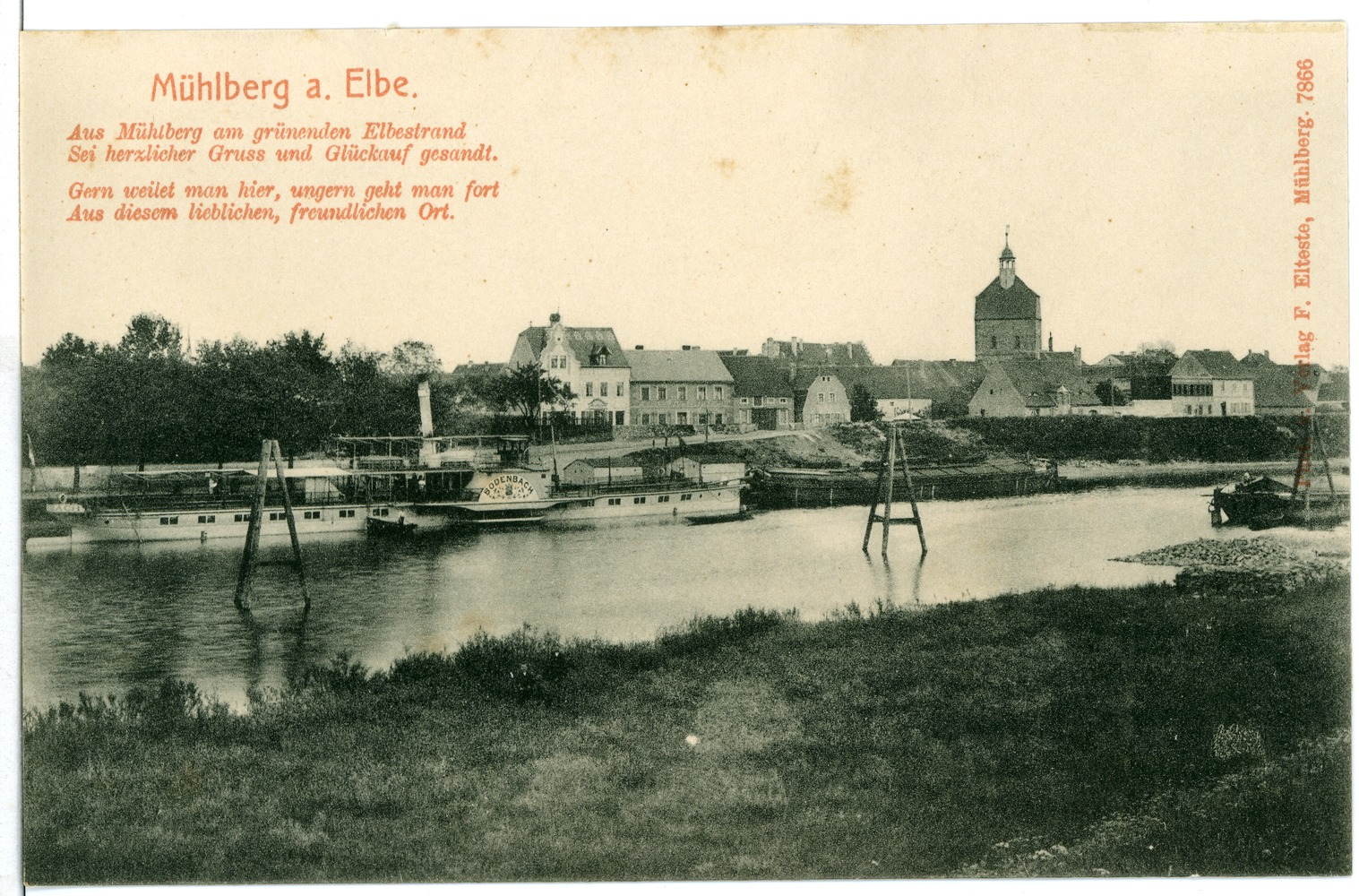
Hafen Mühlberg mit der Kirche im Hintergrund (1906)
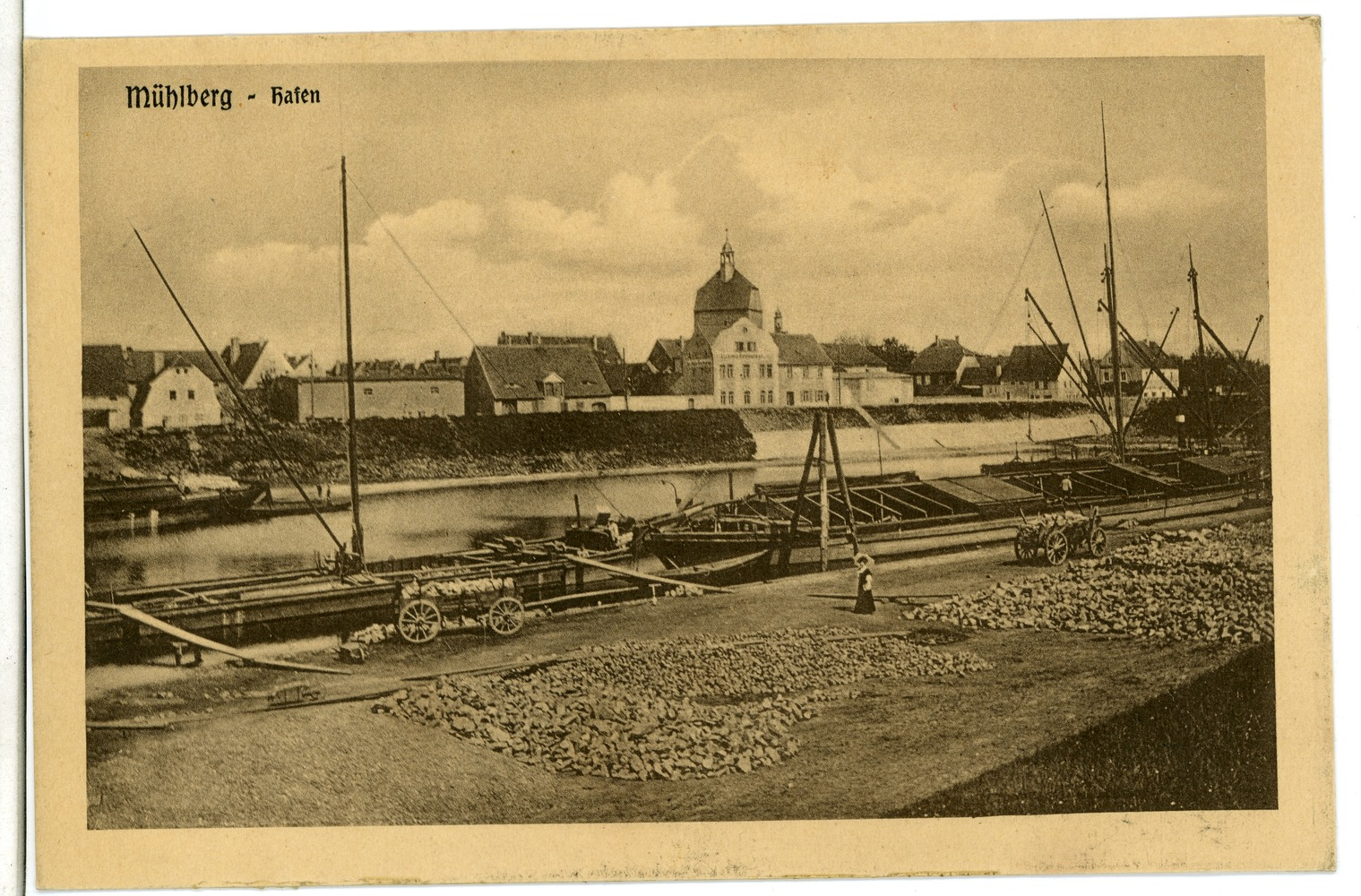
Hafen Mühlberg mit der Kirche im Hintergrund (1908)
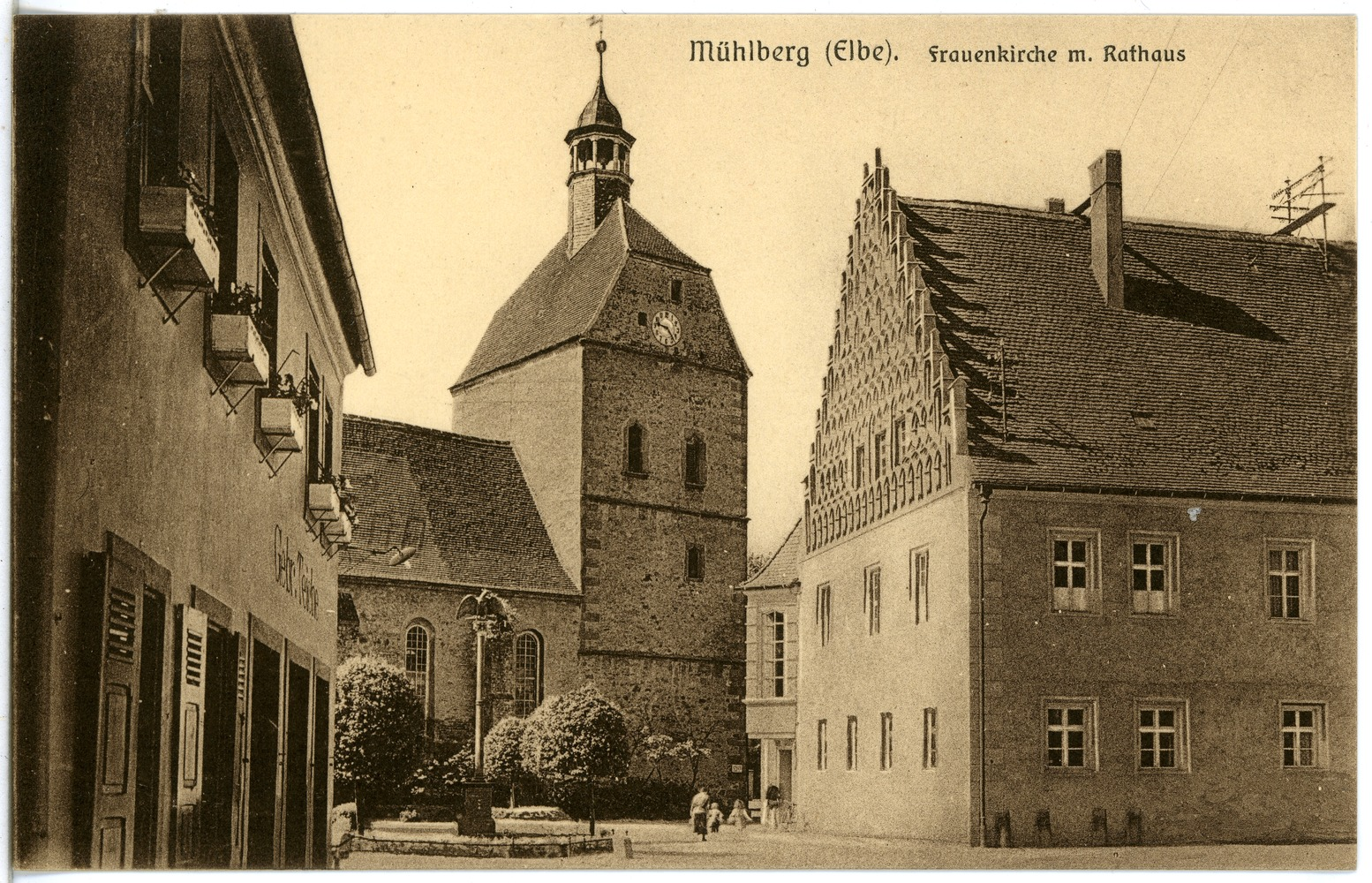
Mühlberger Rathaus und Kirche (1928)